# Magnoliales
Magnoliales Juss. ex Bercht. & J.Presl è un ordine di angiosperme primitive appartenenti al clade magnoliidi.

## Tassonomia
La moderna classificazione filogenetica (APG IV 2016) assegna all'ordine le seguenti famiglie:
- Annonaceae Juss.
- Degeneriaceae I.W.Bailey & A.C.Sm.
- Eupomatiaceae Orb.
- Himantandraceae Diels
- Magnoliaceae Juss.
- Myristicaceae R.Br.

La classificazione tradizionale (Sistema Cronquist, 1981) assegnava all'ordine Magnoliales anche le famiglie Amborellaceae, Austrobaileyaceae, Canellaceae, Gomortegaceae, Lactoridaceae, Trimeniaceae e Winteraceae.